# Bruzda Zbąszyńska
Bruzda Zbąszyńska lub Obniżenie Obrzańskie (315.44) – wschodnia część Pojezierza Lubuskiego, między Pojezierzem Łagowskim na zachodzie i Pojezierzem Poznańskim na wschodzie.
Jest to szerokie obniżenie wykorzystywane przez lewy dopływ Warty – Obrę. Wypełniona jest utworami polodowcowymi (głównie –  pola kemowe), związanymi z wytapianiem się lądolodu.
Znajduje się na niej duża liczba jezior rynnowych. Do największych zalicza się: Jezioro Zbąszyńskie, Jezioro Lubikowskie i Jezioro Chobienickie.
Region jest znacznie zalesiony. Główne miasta:  Międzyrzecz, Zbąszyń.